# Collam Daan
De Collam Daan was een fictieve universiteit in de oude stad V'saine ten tijde van de Eeuw der Legenden in de epische fantasyserie Het Rad des Tijds van de Amerikaanse schrijver Robert Jordan.
De universiteit bestond uit prachtige zilveren en blauwe koepels en werd gedomineerd door de Sharom, een reusachtige witte bol. De Collam Daan was het leidende instituut voor ontwikkeling en studie tijdens de Eeuw der Legenden en werd zowel door Aes Sedai als de gewone bevolking gebruikt voor studie. 
Verschillende belangrijke personages uit de serie hadden belang in de Collam Daan. Lanfir, toen bekend onder de naam Mierin Eronaile, was destijds een onderzoeker aan de universiteit en Mesaana, toen nog Saine Tarasind, instrueerde er studenten nadat de raad van bestuur haar 'ongeschikt achtte' om onderzoeken te verrichten.
Toen de Bres in de kerker van de Duistere werd gecreëerd was de terugslag zo krachtig dat de Sharom werd vernietigd. Dit resulteerde erin dat de universiteit met de grond gelijk werd gemaakt.